# Port’Alba (Nápoly)
A Port’Alba Nápoly leghíresebb városkapuja a Piazza Dantén. 1625-ben épült. 
Az egykori Decumano Maggioret (ma Via Tribunali) köti össze a Via Toledóval. A kapu és a Piazza Dante környéke Mercatello néven volt ismert a számos itt megtelepedett kereskedő és kisüzlet miatt. Ezt a jellegét a mai napig megőrizte. A kapu barokkos homlokzatát San Gaetano szobra díszíti, melyet az elbontott Porta Realétől hoztak ide.